# Бадия-Полезине
Бадия-Полезине (итал. Badia Polesine) — коммуна в Италии, располагается в провинции Ровиго области Венето.
Население составляет 10 431 человек, плотность населения составляет 237 чел./км². Занимает площадь 44 км². Почтовый индекс — 45021. Телефонный код — 0425.
Покровителем коммуны почитается святой Теобальд, празднование 1 июля.